# Рудники (Сувальський повіт)
Рудники (пол. Rudniki) — село в Польщі, у гміні Рачки Сувальського повіту Підляського воєводства.
Населення — 192 особи (2011).
У 1975-1998 роках село належало до Сувальського воєводства.

## Демографія
Демографічна структура станом на 31 березня 2011 року:
|          | Загалом | Допрацездатний вік | Працездатний вік | Постпрацездатний вік |
| -------- | ------- | ------------------ | ---------------- | -------------------- |
| Чоловіки | 101     | 16                 | 70               | 15                   |
| Жінки    | 91      | 19                 | 46               | 26                   |
| Разом    | 192     | 35                 | 116              | 41                   |